# Henry Terry
Henry John Terry junior (* 27. Mai 1869 in Huddersfield; † 27. Juli 1952 in Paris, Frankreich) war ein britischer Cricketspieler, der vor allem in Frankreich aktiv war.

## Erfolge
Henry Terry nahm als Mitglied einer Mannschaft, die hauptsächlich aus Exil-Briten bestand und durch die Union des sociétés françaises de sports athlétiques ausgewählt wurde, an einem Cricketspiel im Rahmen der Weltausstellung 1900 in Paris teil. Dort traf die Mannschaft auf die Devon & Somerset County Wanderers (D&SCW), die sich auf einer Club-Tour in Frankreich befanden. Die Mannschaft der Union des sociétés françaises de sports athlétiques wurde dabei als Frankreich bezeichnet, der Gegner als England. 1912 wurde die Partie nachträglich als Bestandteil der Olympischen Spiele 1900 klassifiziert. Mit 158 Runs setzte sich das englische Team durch, womit Terrys Mannschaft, zu der außerdem noch William Anderson, William Attrill, John Braid, W. Browning, Robert Horne, Timothée Jordan, Arthur MacEvoy, Douglas Robinson, H. F. Roques, Alfred Schneidau und Philip Tomalin gehörten, die Silbermedaille erhielt. Terry selbst, der in beiden Innings zum Einsatz kam, erzielte insgesamt drei Runs, davon zwei im ersten und einen im zweiten Innings.